# Believe (label)
Believe (ook bekend als Believe Music en voorheen als Believe Digital) is een Frans platenlabel en muziekdistributiebedrijf. Het label beschikt over ruim 20 merken en diverse sublabels, waaronder het grote label Nuclear Blast.

## Locaties
Believe werkt vanuit Parijs als Believe SA, maar het hoofdkantoor, Believe International, is gevestigd in Luxemburg. Daarnaast heeft Believe kantoren in Duitsland, de Verenigde Staten en het Verenigd Koninkrijk. Wereldwijd werken er meer dan 2700 mensen bij het label.

## Geschiedenis
Het label is in 2005 opgericht door Denis Ladegaillerie, Arnaud Chiaramonti en Nicolas Laclias.
In april 2015 nam Believe de Amerikaanse muziekdistributiedienst TuneCore over. Ook ontving het een investering van 60 miljoen dollar van Technology Crossover Ventures (TCV) en XAnge.
In augustus 2016 nam Believe het Franse platenlabel Naïve Records over voor een bedrag van 10 miljoen dollar. Door deze investering steeg de waarde van Naïves catalogus en kon men in 2017 opnieuw cd's uitbrengen, na jarenlang geen cd's meer te hebben uitgebracht.
In september 2018 kocht Believe 49% aandelen van het Franse platenlabel Tôt ou Tard over van Wagram Music. In oktober 2018 kocht Believe de meeste aandelen van het Duitse platenlabel Nuclear Blast op.
Believe heeft aangegeven de digitale muziekmarkt flink te willen vergroten, onder meer in Rusland en India. In 2019 nam het label hiervoor een groot bedrijf voor live-producties genaamd Entco uit Mumbai over en wijzigde de naam ervan in Believe Entertainment.

## Kritiek
Believe wordt geregeld beschuldigd van zogeheten copyrighttrolling, met name op videplatform YouTube. Het label zou auteursrecht opeisen op muziek die daarvan is vrijgesteld of op muziek waarvan zij de rechten menen te bezitten, terwijl dat niet zo is. In 2020 werd Believe in New York omwille van deze acties aangeklaagd door het label Round Hill Music.

## Prijzen en onderscheidingen
In september 2019 kreeg Believe een onderscheiding van de Franse overheid omdat het volgens de overheid een van de veertig veelbelovendste start-ups was. In oktober 2019 werd Believe op de Investor Allstars awards in Londen uitgeroepen tot Europa's Allstar-bedrijf van 2020.